# Caesars Palace
Caesars Palace – superluksusowy hotel i kasyno, położony przy ulicy Las Vegas Strip w Paradise, w stanie Nevada. Złożony z 3.348 apartamentów, obiekt jest własnością Harrah's Entertainment.

## Historia

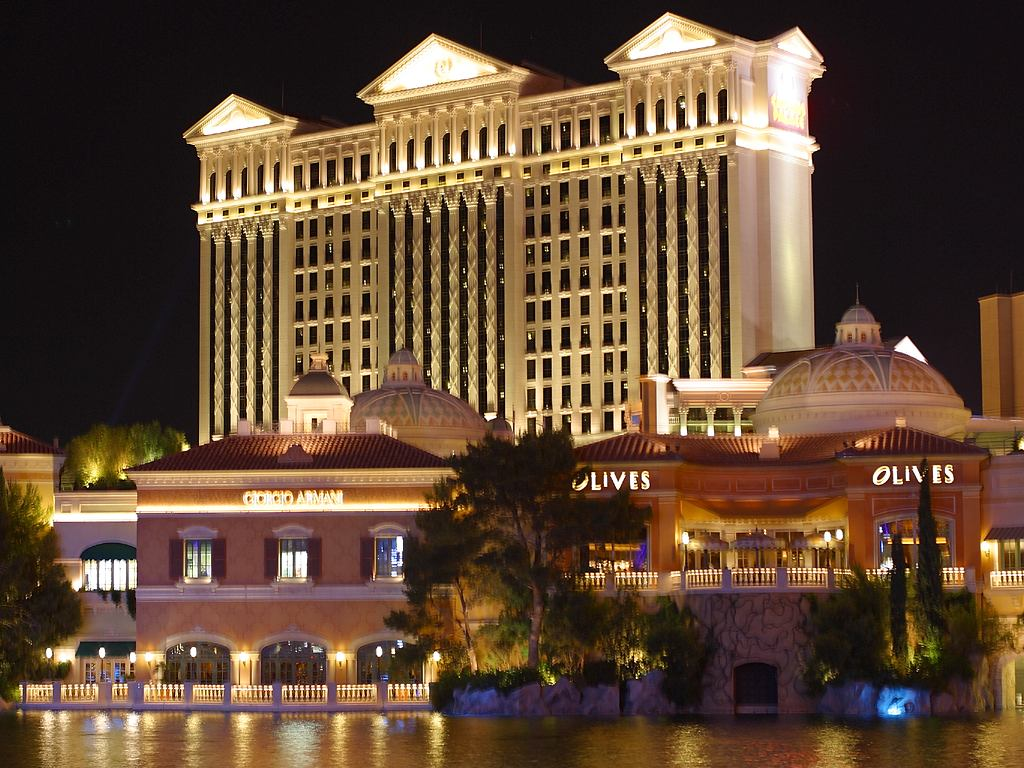
Caesars Palace nocą

W 1962 roku Jay Sarno, wykorzystał 35 milionów dolarów pożyczki od Teamsters Central States Pension Fund, aby zapoczątkować plany budowy hotelu, który miałby powstać na terenie należącym do Kirka Kerkoriana. Niedługo po tym Sarno podjął się również projektowania obiektu.
Budowa 14–piętrowego Caesars Palace rozpoczęła się w 1962 roku i zaowocowała pierwotną wersją hotelu, złożoną z 680 pokoi na łącznej powierzchni 138.000 m². 
Sarno długo myślał nad odpowiednią nazwą dla obiektu, wybierając ostatecznie Caesars Palace. Chciał bowiem, aby słowo Caesar przywoływało skojarzenia z rzymskim politykiem Juliuszem Cezarem. Sarno dążył również do tego, by goście przebywający w hotelu czuli się, jakby byli w apartamentach królewskich. Stąd wynika również nazwa obiektu – „Caesars”, a nie „Caesar's”, ponieważ każdy jest w nim Cezarem. Oficjalne otwarcie hotelu nastąpiło 5 sierpnia 1966 roku.
W 1969 roku Stuart i Ramon S. Perlmanowie, założyciele sieci restauracji Lum's, wykupili hotel. 15 lipca tego roku rozpoczęli ekspansję areny należącej do obiektu, a także zakopali w ziemi kapsułę czasu, która jednak została skradziona kilka dni później.
W 1973 roku korporacja Del Webb została zakontraktowana na budowę 16-piętrowego budynku podległego Caesars Palace. Projekt został ukończony rok później.

### Lata 80.
W 1980 roku Gary Wells zyskał duże zainteresowanie mediów, kiedy bezskutecznie próbował przeskoczyć na swoim motocyklu ponad fontannami hotelu. Jego nieudany skok oglądało na żywo kilkaset osób, zaś sam Wells nabawił się wielu obrażeń wskutek groźnego upadku.
W 1982 roku Ronnie Vannucci, obecnie członek zespołu The Killers, stał się najmłodszym muzykiem w historii, który wystąpił w Caesars Palace (miał wtedy sześć lat).

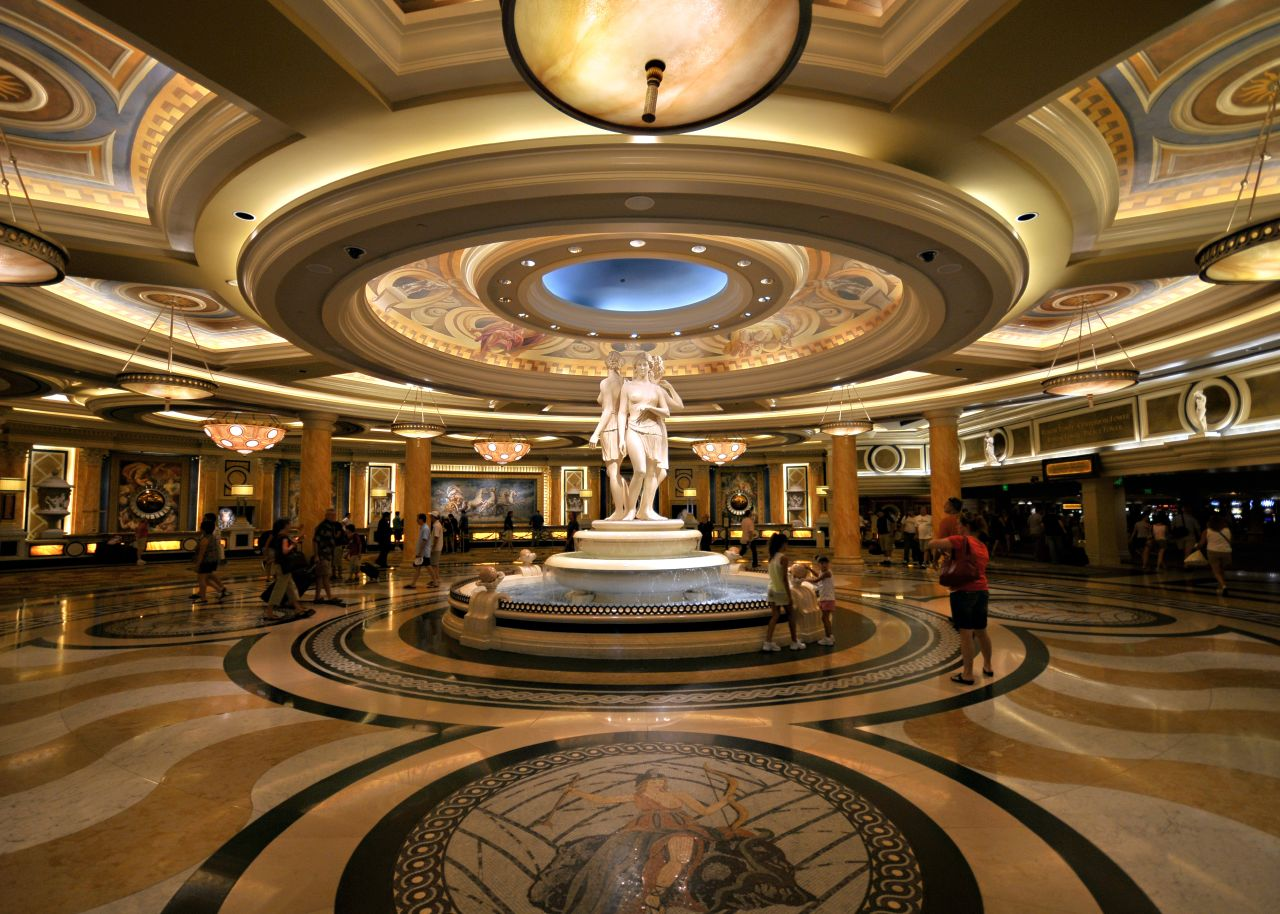
Lobby w Caesars Palace

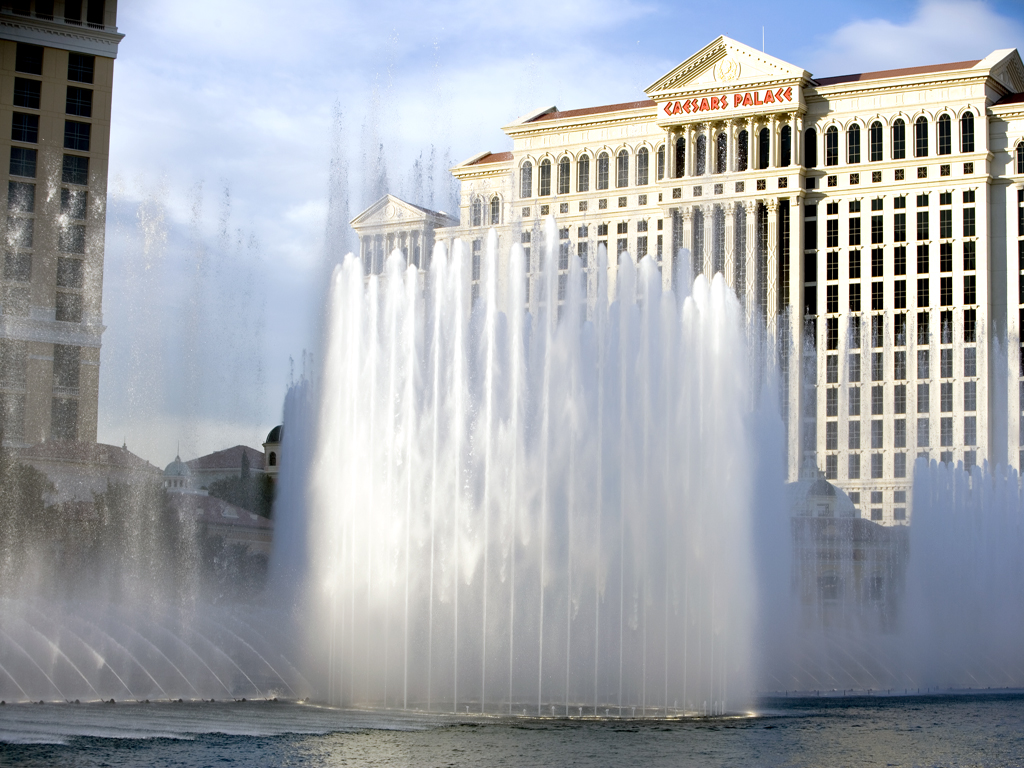
Caesars Palace fontanna

W sezonach 1981 i 1982 Mistrzostw Świata Formuły 1, Ceasars Palace był miejscem, w którym odbywało się Grand Prix Las Vegas (Caesars Palace). Po tym, jak w 1980 roku z kalendarza wyścigów, po dwudziestu latach, zniknął tor Watkins Glen International, FIA zdecydowała o organizacji wyścigu w Las Vegas. Nowa lokalizacja nie cieszyła się jednak popularnością wśród kierowców ze względu na pustynne upały. Tor utworzony został na terenie parkingu hotelowego. Po wyścigu w 1981 roku, w którym Nelson Piquet zajął piąte miejsce dające mu jego pierwszy tytuł mistrza świata, skrajnie wyczerpany kierowca musiał przez ponad piętnaście minut dochodzić do siebie. W 1982 roku Grand Prix Las Vegas wygrał Michele Alboreto reprezentujący Tyrrell, jednak ze względu na niewielkie zainteresowanie widzów, był to ostatni wyścig w Caesars Palace.
W 1989 roku Robbie Knievel zdołał przeskoczyć na motocyklu ponad fontannami Caesars Palace, czego kilka lat wcześniej nie udało się dokonać jego ojcu, Evelowi.
W znajdującej się na terenie Caesars Palace arenie miało miejsce kilkanaście walk bokserskich, a wśród zawodników, którzy na przestrzeni lat 80. pojawiali się na ringu byli m.in.: Sugar Ray Leonard, Marvin Hagler, Thomas Hearns, Roberto Durán, Larry Holmes, Muhammad Ali, Gerry Cooney, Evander Holyfield, Michael Moorer oraz Óscar de la Hoya.

### Lata 90.

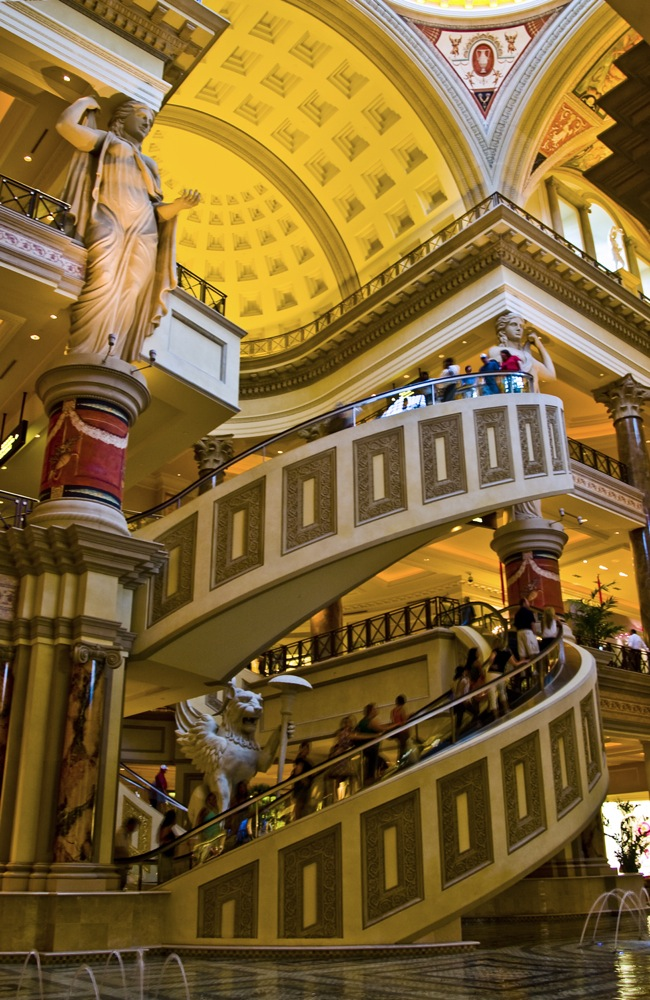
Kręte schody ruchome w Forum Shops

Na początku lat 90. zarząd Caesars Palace zdecydował, że obiekt potrzebuje modernizacji; tym samym, kontynuował trend zapoczątkowany przez inne hotele w Las Vegas, które decydowały się na gruntowne zmiany wystrojowe i architektoniczne.

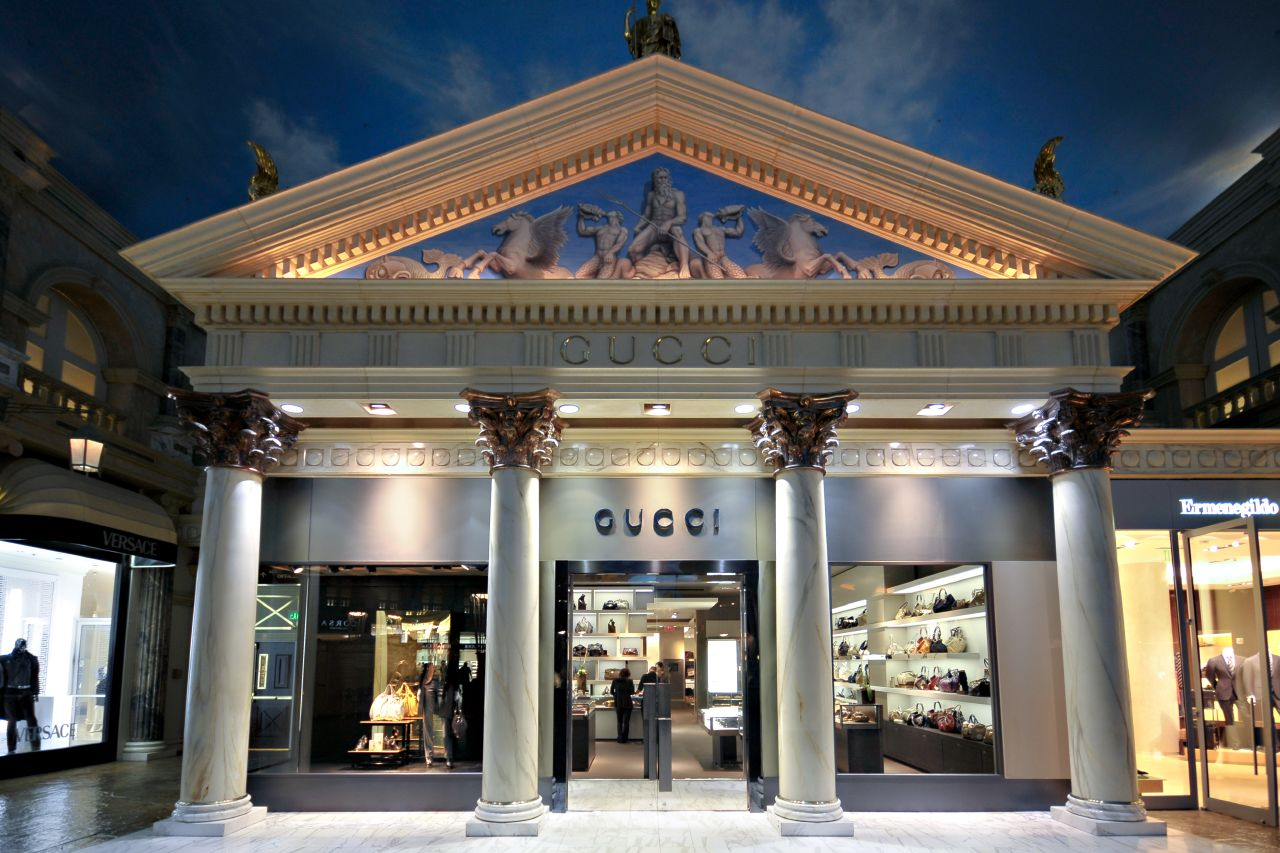
Jeden z luksusowych butików, wchodzących w skład Forum Shops

W 1992 roku, w Caesars Palace otwarto luksusowe centrum handlowe The Forum Shops at Caesars, które stanowiło jedno z pierwszych miejsc w Las Vegas, gdzie zakupy stanowiły atrakcję samą w sobie. Forum było drugim obiektem w Stanach Zjednoczonych, w którym zainstalowano kręte schody ruchome. Ich premiera związana była z oddaniem do użytku czwartego piętra centrum, co nastąpiło 22 października 2004 roku.
W latach 90. hotel był miejscem wydarzeń sportowych oraz kulturalnych. W 1991 roku, w należącej do niego arenie, odbył się mecz drużyn National Hockey League pomiędzy New York Rangers oraz Los Angeles Kings. Dwa lata później w obiekcie miała miejsce WrestleMania IX. W 1993 roku Caesars Palace był miejscem filmowania teleturnieju NBC Caesars Challenge. Z kolei Circus Maximus Theatre położony na terenie kompleksu kilkakrotnie gościł Davida Copperfielda ze swoimi przedstawieniami. Aktor i komik George Burns regularnie występował w Caesars Palace na początku lat 90. i wyznał, że chętnie powróci do hotelu przy okazji 100. urodzin, jednak jego plany pokrzyżował zły stan zdrowia, a w końcu śmierć.

### Pierwsza dekada XXI wieku
W Caesars Palace otwarto Plazę, czyli obiekt pod gołym niebem, którego najważniejszą częścią jest restauracja ze słynnym szefem kuchni Bradleyem Ogdenem. Poza tym kompleks powiększył się o Colosseum, gdzie regularne występy dawali Céline Dion (A New Day...) oraz Elton John (The Red Piano). Budynek ten powstał przede wszystkim z myślą o show Dion, produkowanym przez byłego reżysera Cirque du Soleil, Franco Dragone. Jej koncerty były znamienne również dlatego, że ceny wejściówek były większe niż na większość innych wydarzeń rozrywkowych w Las Vegas, wynosząc od 80 do ponad 200 dolarów za miejsce. Mimo to, bilety na każdy występ Céline były w pełni wyprzedane. 

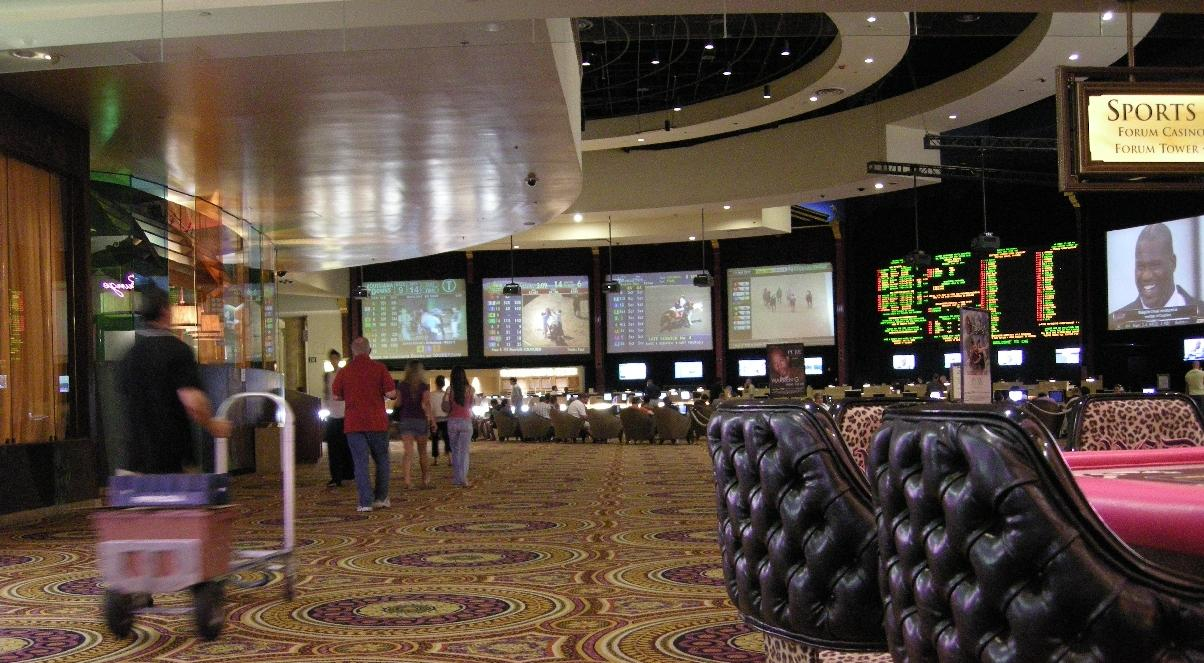
Wnętrze głównego lobby w Caesars Palace

W sierpniu 2005 roku otwarta została wieża Augustus, nowa część Caesars Palace, zaprojektowana przez Bergman Walls Associates i złożona z 46 pięter.
W 2005 roku korporacja Harrah's Entertainment wykupiła Caesars Entertainment i stała się właścicielem Caesars Palace.
W 2006 roku hotel otrzymał cztery gwiazdki Michelin za swoje restauracje; dwie za Restaurant Guy Savoy oraz po jednej za Bradley Ogden oraz Mesa Grill.
W 2007 roku, po pięciu latach konsekwentnych występów w Colosseum, Céline Dion nie zdecydowała się na przedłużenie kontraktu z Caesars Palace. Z tego powodu hotel podpisał umowę z Bette Midler, która obejmowała po 100 występów rocznie przez trzy lata. Główną gwiazdą pozostał jednak Elton John ze swoimi koncertami z serii The Red Piano. Po trzyletniej przerwie od muzyki, Cher zdecydowała się zawrzeć trzyletni kontrakt z Caesars na 200 występów, począwszy od 6 maja 2008 roku.
W styczniu 2009 roku Harrah's Entertainment poinformowała, że zrezygnowano z planów budowy wieży Octavius ze względu na zmniejszenie zapotrzebowania; skompletowane zostanie jedynie wejście do nowej części obiektu. 
26 maja 2009 roku Prezydent Barack Obama uczestniczył w koncercie A Good Fight, który miał miejsce w Caesars Palace. Na scenie pojawiły się również Sheryl Crow, Bette Midler oraz Rita Rudner, zaś samo wydarzenie miało na celu zebranie funduszy na rzecz kampanii reelekcyjnej senatora Harry’ego Reida.
Po kilkuletniej nieobecności w Caesars Palace, Céline Dion poinformowała, że postanowiła powrócić na scenę Colosseum w 2011 roku na serię koncertów, która miała potrwać do końca 2013 roku.

### Prawa własnościowe
Na przestrzeni lat Caesars Palace był własnością różnych korporacji, a w tym Sheraton Hotels and Resorts i The Hilton International Corporation. Caesars Entertainment (oryginalnie znana jako Park Place Entertainment) wykupiła hotel w 1999 roku, aby w 2005 roku stać się częścią Harrah's. 
Od tego momentu Caesars Palace stał się najważniejszym obiektem należącym do Harrah's Entertainment, a sama korporacja wyraziła chęć zmiany nazwy na Caesars Entertainment.

### Przyszłość
W odpowiedzi na sukces wieży Augustus, Harrah's Entertainment planowała rozszerzenie kompleksu hotelowego o kolejną wieżę, Octavius, a także obiekty sportowe. Koszt projektu szacowany był na około miliard dolarów, jednak korporacja ogłosiła w styczniu 2009 roku wstrzymanie otwarcia nowej wieży, tłumacząc to brakiem zapotrzebowania na większą powierzchnię hotelową.

### Caesars Palace w filmie
- 1967: Aniołowie piekieł
- 1969: Aniołowie piekieł '69
- 1969: Where It's At
- 1979: Elektryczny jeździec
- 1981: Historia świata: Część I
- 1982: Rocky III
- 1984: Bóg czy diabeł?
- 1987: You Ruined My Life
- 1988: Rain Man
- 1992: Hearts are Wild
- 1995: Showgirls
- 1997: Polubić czy poślubić
- 1999: The Strip
- 2001: Ocean’s Eleven: Ryzykowna gra
- 2003: Okrucieństwo nie do przyjęcia
- 2006: Dreamgirls
- 2006: 10.5: Apokalipsa
- 2008: Iron Man
- 2009: Kac Vegas (główni bohaterowie mieszkali w Caesars Palace)
- 2009: 2012 (Caesars Palace, wraz z innymi hotelami przy Las Vegas Strip, zawala się)
- 2013: Kac Vegas 3
- 2014: Step up all in 5

### Telewizja
- W 1993 roku, w hotelu kręcony był teleturniej Caesars Challenge.
- Telewizja A&E emitowała reality show Caesars 24/7, ukazujący działanie hotelu „od kuchni”. W trakcie dwóch serii programu prezentowano, na czym polegają zajęcia poszczególnych pracowników, a w tym ochroniarzy oraz tancerzy.
- W odcinku „Viva Ned Flanders” The Simpsons, Homer Simpson i Ned Flanders zatrzymali się w hotelu Nero's Palace w Las Vegas, który parodiował Caesars.
- W jednym z odcinków szóstej serii serialu Rodzina Soprano, Tony przebywa w Caesars Palace po morderstwie Christophera Moltisantiego. Sugerowane jest również, że posiada on powiązania z menedżmentem hotelu, gdyż dostaje do dyspozycji prywatnego jeta oraz darmowy apartament.
- W dwóch ostatnich odcinkach szóstej serii serialu Will & Grace, „I Do. Oh, no You DI'nt (Part 1 and Part 2)”, Karen Walker (Megan Mullally) leci samolotem do Caesars Palace ze swoim narzeczonym Lyle'em (John Cleese) oraz dwójką przyjaciół.
- Pierwszy odcinek z przesłuchaniami do dwunastej serii America’s Next Top Model był nagrywany w Caesars Palace.
- W dwóch odcinkach Przyjaciół, „The One in Vegas” i „The One After Vegas”, szóstka głównych bohaterów przebywa w Las Vegas i mieszka w Caesars Palace.
- W jednym z odcinków reality show Z kamerą u Kardashianów, Khloe Kardashian skacze na łóżku pokoju hotelowego Caesars Palace.

## The Colosseum at Caesars

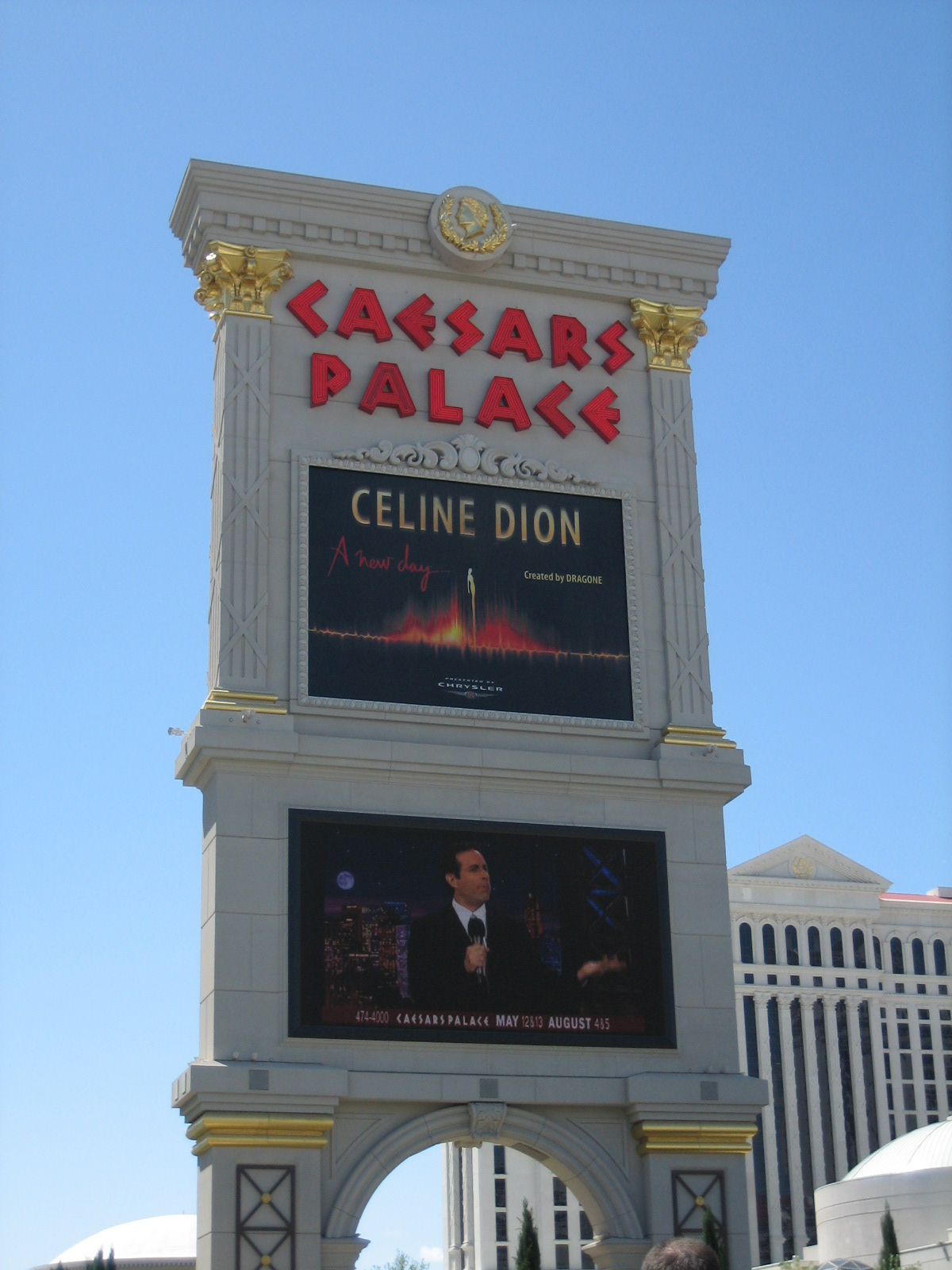
Baner reklamujący show Dion w Caesars, A New Day...

The Colosseum at Caesars Palace jest obiektem rozrywkowym z 4296 miejscami, wybudowanym z myślą o show Céline Dion, A New Day.... Od tego czasu w Colosseum wystąpiło wielu innych artystów.
Kiedy Bette Midler dała pierwszy koncert w Colosseum, w pełni wyprzedany show zadebiutował na szczycie zestawienia najbardziej dochodowych występów tygodnia według Billboardu. Własne serie koncertów w Caesars zagrali również Elton John i Cher.
Wśród artystów, którzy pojawiali się w Colosseum na pojedynczych występach byli m.in.: Rod Stewart, Leonard Cohen oraz Diana Ross. Poza wokalistami Colosseum gościło m.in. komika Jerry’ego Seinfelda.

### Występujący
Artyści, którzy występowali w Colosseum regularnie na mocy kontraktów z Caesars:
- Céline Dion: A New Day... (2003–2007)
- Elton John: The Red Piano Tour (2004–2009)
- Bette Midler: The Showgirl Must Go On (2008–2010)
- Cher: Cher at the Colosseum (2008–2011) oraz Classic Cher (2017-2020)
- Céline Dion: Celine (2011–2014)
- Shania Twain: Still the One (2012–2014)

## Pozostałe rozrywki
Pośród innych atrakcji, które oferuje Caesars Palace są m.in.: restauracje oferujące kuchnię z całego świata, klub nocny Pure Nightclub zajmujący powierzchnię 3.300 m², a także darmowe spektakle Upadek Atlantydy oraz show laserowe Festival Fountain. W 2005 roku, w Pure powstała specjalna sekcja The Pussycat Dolls Lounge, oferująca m.in. pokazy burleskowe.